# 沙卡里巴
沙卡里巴（／ Sakariba）現今指稱為台灣台南市中西區內康樂市場的小吃群聚地，形成於日治時代，起源為臺南在市區改正計畫下，進行西市場後田町開發，將西門圓環小公園一帶零散的攤販集中搬遷形成集市，並在兩度遷址下來落腳於現址，知名小吃有棺材板、鱔魚意麵、鼎邊趖等等，此外也是成衣集散中心。:112
「盛り場」在日文中，原有形容是「人潮聚集的地方」或「熱鬧的地方」之意，非單一地點的專有稱呼。隨著日益攤販數量與營運規模的拓展，在一九三六年後，「沙卡里巴」逐漸成為臺南小吃的重要代名詞之一。:113
戰後保留「盛り場」的日文發音，以漢字寫作「沙卡里巴」（サカリバ/Sakariba），繼續有商家在此地營運。直至1993年，因海安路拓寬工程，原址部分拆除為道路、小吃攤搬移、中正商圈人潮脈絡等影響，沙卡里巴一度沒落。在2000年後，海安路地下街轉為停車場、地面景觀工程與藝術活動的政策，周遭商圈人潮陸續回流，沙卡里巴的狀況也慢慢回溫。沙卡里巴內除小吃店外，也有服裝批發商店。

## 歷史
沙卡里巴的位置原是魚塭地，其興起是在1930年代後，臺南市進將魚塭填為平地，行都市改正計畫，以及西市場周邊田町道路的開發有所關聯。

### 西門圓環小公園攤販搬遷
以西市場為中心，1927年在田町與末廣町之間的道路開闢完工後，西市場後方的漁塭地被填平，形成一大塊空地。在1932年時，依據都市計畫預計要完成西門圓環工程，然在此處原有稱為「西門町小公園」的夜市攤販百餘攤，因此由市役所與警察署進行搬遷安置，其中一個安置地即西市場後方原為魚塭地的空地，市役所規劃欲將末廣町正在開發的商業店舖，與田町的這些攤販市集，擴散整合出一個連結末廣町與田町的商圈。同年十二月西門町小公園攤販們完成搬遷完成。:107-110

### 西市場田町夜市
1932年底搬遷至田町的原西門町小公園攤販們，在周遭一帶有商鋪、電影院等商業和娛樂活動的聚集效應下，形成頗具規模的田町夜市。當時有報導以「臺南盛り場の賣店人氣を呼ふ」為，說明田町夜市的熱鬧程度，「臺南盛り場」的名稱逐漸傳開來。:111
臺南市勸業協會將田町約一千坪的土地作為田町夜市的擴展地，攤販業者在向其承租空地或既有店鋪。然為加管理隨日益興隆的田町夜市所伴隨而來的衛生整潔問題，市役所改善衛生與建築設施，於1933至1935年間，在原所在空地與西市場南面的臨田町道路，擴大市集規模。:110

### 一九三六年新盛場
1936年田町的攤販因都市計畫再次搬遷，移至今所在位置。原本田町夜市是政府規劃上即一個暫時性的安置地，最初為未開發的魚塭填空。隨著這一代日益繁華，在1936年市役所的都市計畫中，欲開發末廣町至田町的店鋪街，將原田町夜市所在的西市場南側鄰田町道路出售以興建店舖。:112-113
原有攤販們經由臺南勸業協會出面承租更往南側的大片土地，再轉租重新開業。此時的攤販與店鋪規模已達近三百間，成為臺南著名的「盛り場」。:113-114

### 戰後
沙卡里巴的沒落，一方面是因多老舊木造建築，發生過多次大火，導致許多店家遷至它處，另一方面是鄰近小北夜市在1990年代興起。由於1993年海安路地下街工程的影響，周遭中正商圈的人潮也受到巨大衝擊而人潮沒落。

## 著名小吃
- 榮盛米糕[6]
- 阿財香腸熟肉
- 專治口渴台灣茶本舖
- 基明飯桌仔
- 老牌鱔魚意麵 (已搬至民族路三段)
- 赤崁棺材板